# 真鍋呉夫
真鍋 呉夫（まなべ くれお、1920年1月25日 - 2012年6月5日）は日本の作家・文筆家・俳人。

## 来歴・人物
福岡県遠賀郡岡垣村（現・岡垣町）生まれの父甚兵衛、母オリとも俳人で父は天門（てんもん）、母は織女（おりじょ）と号していた。
福岡商業学校卒業後、1939年阿川弘之、島尾敏雄、那珂太郎らと同人誌「こをろ」を創刊。1941年、文化学院文学部に入学。句集『花火』（こをろ発行所）を自費出版。1946年復員後、北川晃二と一緒に文芸誌「午前」の編集に携わり、同郷の檀一雄を頼って1949年上京。檀一雄との交流は長く、その後30年にわたり兄事した。1949年、第一創作集『サフォ追慕』にて第21回芥川賞候補となり、新進作家として注目された。1949年の創作集『二十歳の周囲』は、「こをろ」グループの青春を抒情的に描いている。
1992年、第2句集『雪女』（冥草舎）で藤村記念歴程賞を、翌年読売文学賞を受賞した。2010年、句集『月魄』で蛇笏賞を受賞。俳句としては艶冶（えんや）な作風である。連句もよく巻いた。
2012年6月5日、誤嚥性肺炎のため永眠。92歳没。

## 著書
- 『月見草』偕成社 1949
- 『サフォ追慕』大日本雄弁会講談社 (新鋭文学選書)　1949
- 『二十歳の周囲』全国書房 1949
- 『天命』ユリイカ 1952
- 『織田信長 豪気奇才の英傑』偕成社(偉人物語文庫) 1953
- 『内灘 その砂丘にえがく新しい歴史 私たちの報告 第1集』朝日書房 1953
- 『悲しき野みち』偕成社 1954
- 『嵐の中の一本の木』理論社 1954
- 『フランクリン』講談社(世界伝記全集)　1955
- 『赤い空』パトリア 1957
- 『八幡太郎義家』講談社 (少年少女日本歴史小説全集)　1958
- 『異物』パトリア (新鋭作家叢書)1958
- 『ジェンナー』講談社（少年少女世界伝記全集 イギリス編）1961
- 『虫の勇気 西域小説集』経済展望新社 1973
- 『飛ぶ男』東京新聞出版局 1979.2
- 『月と四十九ひきめのカエル』新学社 (少年少女こころの図書館) 1988
- 『評伝 火宅の人 檀一雄』沖積舎 1988
- 『石川啄木 病と貧しさにたちむかい、文学一筋に生きた天才詩人』新学社(少年少女こころの伝記)　1991
- 『源義経  源平の合戦をかなしく彩る若き戦の天才』新学社 (少年少女こころの伝記) 1991
- 『花火 句集』沖積舎 1993.6
- 『雪女 句集』沖積舎 1993.6
- 『定本雪女 真鍋呉夫句集』邑書林 1998.7
- 『夢みる力 わが詞華感愛抄』ふらんす堂文庫 1998.11
- 『露のきらめき 昭和期の文人たち』 KSS出版 1998.11
- 『眞鍋呉夫句集』宗左近編 芸林書房 2002.4 (芸林21世紀文庫)
- 『月魄(つきしろ) 句集』邑書林 2009.1
- 『天馬漂泊』幻戯書房 2012
- 『真鍋呉夫　全句集』書肆子午線 2020.1

### 共編著
- 『祖国の地図 ルポルタージュ』三一書房(三一新書)　1955
- 『雲に鳥』真鍋立彦共著 大和美術印刷出版部 (日本きゃらばん文庫）1961
- 『中国の群雄 三 覇権争奪』堀誠共著 講談社 1998、劉邦を担当

### 訳・解説
- 『三略』教育社 中国古典兵法書 1987.6、中公文庫 2004

## 脚註
1. ↑  訃報:真鍋呉夫さん92歳＝俳人、作家 毎日新聞 2012年6月8日閲覧